# Bánfalvi Sándor (labdarúgó)
Bánfalvi Sándor (Nógrádverőce, 1946. október 15. – 1988. június 27.) labdarúgó, hátvéd.

## Pályafutása
Váci nevelésű játékos. Harmadikos gimnazistaként már a felnőtt csapatban szerepelt. A Váci SE-ben 1965 végéig játszott. 1966 és 1969 között a Komlói Bányász labdarúgója volt. Az élvonalban 1967. március 26-án mutatkozott be a Pécsi Dózsa ellen, ahol csapata 2–1-es vereséget szenvedett. 1970 és 1975 között a Szegedi EOL együttesében játszott. 1972-ben az év szegedi sportolójává választották. 1972 decemberében a Vasas elleni mérkőzésen szárkapocscsont törést szenvedett. 1976 nyarától a Váci Híradás játékosa lett.
Az élvonalban összesen 130 mérkőzésen szerepelt és egy gólt szerzett.
A Váci Magasépítő Közös Vállalat igazgatási és jogi osztályvezetője, 1987-től igazgatója volt. 1982-től haláláig a Váci Izzó labdarúgó szakosztályának vezetője volt.